# 843
843 foi um ano comum do século IX que teve início e terminou a uma segunda-feira, no Calendário juliano. A sua letra dominical foi G.
| Ano completo                         |
| ------------------------------------ |
| Ano comum com início à segunda-feira |

## Eventos
- Assinatura do Tratado de Verdun, que divide o Império Carolíngio entre os três filhos de Luís I, o Piedoso: Carlos II, o Calvo fica com a França, Luís, o Germânico com a Alemanha e Lotário com a Lotaríngia, que incluia Roma e o título de Imperador.
- Carlos II, o Calvo declara que os deveres do rei para com os grandes são a contrapartida obrigatória da fidelidade dos vassalos.

## Mortes
19 de abril — Judite da Baviera, rainha dos Francos (n. 805).